# Seznam českých zaniklých periodik
Tento neúplný seznam obsahuje zaniklé tištěné časopisy a noviny vydávané na českém území, v seznamu tedy nejsou zahrnuta elektronická periodika. Vycházející periodika jsou uvedena v článcích seznam českých časopisů a seznam českých novin.
| název                                                            | vydavatel | rok založení | rok zániku | periodicita                   | webové stránky                               | poznámky |
| ---------------------------------------------------------------- | --- | ------------ | ---------- | ----------------------------- | -------------------------------------------- | --- |
| 24 hodin                                                         | Ringier ČR a.s. | 2005         | 2012       | deník                         |                                              | |
| A – Almanach autorů                                              | nakladatelství Scéna                                                                                                 | 1990         | 1992       |                               |                                              | |
| AD                                                               | různí | 1991         | 2003       | měsíčník                      |                                              | |
| Ahoj                                                             | Melantrich | 1933         | 1943       | týdeník                       |                                              | známý také jako Ahoj na neděli |
| Akvárium terárium                                                | Lonský Josef – AQUA TROPIC                                                                                           | 1958         | 2009       | dvouměsíčník                  |                                              | |
| Aluze                                                            | Univerzita Palackého v Olomouci                                                                                      | 1998         | 2017       |                               |                                              | mezi lety 2007–2015 pouze v elektronické podobě |
| Amatérské radio                                                  | AMARO, s.r.o. | 1952         | 2010       | měsíčník                      |                                              | sloučen |
| Apoštolát sv. Cyrila a Metoděje                                  | Apoštolát sv. Cyrila a Metoděje                                                                                      | 1910         | 1948       | měsíčník                      |                                              | |
| Architekt                                                        | ARCHITEKT OA s.r.o.                                                                                                  | 1955         | 2015       | měsíčník                      |                                              | |
| Architektura ČSR                                                 | | 1938         | 1990       |                               |                                              | nevycházel mezi lety 1942–1945 |
| Architektura ČSSR                                                | Svaz architektů ČSSR                                                                                                 |              |            |                               |                                              | |
| Arijský boj                                                      | různí | 1940         | 1945       | týdeník                       |                                              | |
| Ašské noviny                                                     | | 1990         | 2000       | čtrnáctideník                 |                                              | |
| Ateliér                                                          | Společnost časopisu Ateliér                                                                                          | 1987         | 2015       | čtrnáctideník                 |                                              | |
| Athenaeum                                                        | různí | 1883         | 1893       |                               |                                              | |
| ATOM (časopis)                                                   | | 1969         | 1990       | měsíčník                      |                                              | |
| Avantgarda : časopis studentů a dělníků                          | | 1925         | 1930       |                               |                                              | |
| Bel Mondo                                                        | Respekt Publishing                                                                                                   | 2012         | 2014       | měsíčník                      |                                              | |
| Besedy lidu                                                      | Jan Otto | 1892         | 1921       | čtrnáctideník                 |                                              | |
| Biologické listy                                                 | Ústav molekulární genetiky AV ČR                                                                                     | 1912         | 2005       |                               |                                              | |
| Bohemia                                                          | | 1830         | 1938       | deník                         |                                              | |
| Bravo                                                            | Bauer Media | 1993         | 2015       |                               |                                              | |
| Break Times                                                      | Break Times, o.s. | 2009         |            |                               |                                              | |
| Bublifuk                                                         | Triton | 2015         | 2018       | čtvrtletník                   |                                              | |
| Buchar                                                           | | 1964         | 1969       |                               |                                              | |
| Ceramics-Silikáty                                                | VŠCHT Praha a Ústav struktury a mechaniky hornin AV ČR                                                               | 1957         | 2021       | čtvrtletník                   |                                              | |
| Cíl                                                              | Československá strana sociálně-demokratická                                                                          | 1945         | 1948       | týdeník                       |                                              | |
| Collection of Czechoslovak Chemical Communications               | Ústav organické chemie a biochemie AV ČR                                                                             | 1929         | 2010       |                               |                                              | |
| Communio: Mezinárodní katolická revue                            | Starokatolická církev                                                                                                | 1997         | 2024       | čtvrtletník                   |                                              | |
| CREW2                                                            | CREW | 1996         | 2016       | nepravidelně                  |                                              | do roku 2003 název CREW |
| Czech Sociological Review                                        | Sociologický ústav AV ČR                                                                                             | 1995         | 2003       |                               |                                              | |
| Czechoslovak Journal of Physics                                  | Fyzikální ústav AV ČR                                                                                                | 1952         | 2007       |                               |                                              | |
| Časopis katolického duchovenstva                                 | | 1828         | 1948       |                               |                                              | nevycházel mezi lety 1851–1859 |
| Časopis pro moderní filologii                                    | Vydavatelství FFUK                                                                                                   | 1990         | 2021       |                               |                                              | |
| Časopis pro pěstování matematiky                                 | | 1951         | 1990       | čtvrtletník                   |                                              | |
| Časopis pro pěstování matematiky a fysiky                        | | 1872         | 1950       |                               |                                              | |
| Časopis pro technickou a informační výchovu                      | Pedagogická fakulta Univerzity Palackého                                                                             | 2009         | 2020       |                               |                                              | |
| Čech                                                             | | 1869         | 1937       |                               |                                              | v letech 1897–1904 vycházely noviny pod názvem Katolické listy |
| Česká včela                                                      | | 1834         | 1847       |                               |                                              | příloha Pražských novin, nahrazen časopisem Včela |
| České listy šachové                                              | | 1896         | 1900       | měsíčník                      |                                              | nahrazen měsíčníkem Šachové listy |
| České právo                                                      | Spolek notářů československých                                                                                       | 1919         | 1948       |                               |                                              | |
| Českobratrské hlasy                                              | | 1918         | 1928       | čtrnáctideník                 |                                              | |
| Českopis                                                         | Českopis, s. r. o.                                                                                                   | 2006         | 2009       |                               |                                              | |
| Československá republika                                         | Státní tiskárna v Praze                                                                                              | 1919         | 1932       | deník                         |                                              | |
| Český kurýr                                                      | | 1939         | 1941       |                               |                                              | |
| Český svět                                                       | | 1904         | 1929       | čtrnáctideník                 |                                              | |
| Český týdeník                                                    | CEGRA,s.r.o. | 1994         | 1997       | týdeník                       |                                              | |
| Čilichili                                                        | Vodafone | 2004         |            |                               |                                              | |
| Čin                                                              | Tiskové a nakladatelské družstvo Československých legionářů                                                          | 1929         | 1938       |                               |                                              | |
| Dělnické listy                                                   | | 1872         | 1876       |                               |                                              | |
| Deník Impuls                                                     | IMPULS ČR s.r.o. | 2003         | 2003       | deník                         |                                              | |
| Denní telegraf                                                   | INTEGRA, a. s. | 1994         | 1997       | deník                         |                                              | ISSN 1210-8391, navazoval na deník Metropolitan - Telegraf - Prostor vycházející v roce 1993, navazující na Metropolitní telegraf vycházející v roce 1992, který navazoval na Telegraf vycházející v letech 1991 až 1992 |
| Deutscher Rundfunk der Tschechoslowakei                          | Verlag Gebrüder Stiepel Gesellschaft in Reichenberg                                                                  | 1932         | 1938       | týdeník                       |                                              | Od č. 10/1932 jako Europa Stunde |
| Deutsche Stimmen aus Mähren                                      | | 1882         | 1933       | týdeník                       |                                              | |
| Děti a my                                                        | Portál | 1973         | 2012       | dvouměsíčník                  |                                              | |
| Die sudetendeutsche Bühne                                        | Verband deutscher reisender Theater-Unternehmen und Schauspieler der Tschechoslowakei                                | 1938         | 1938       | čtrnáctideník                 |                                              | Nástupnický časopis po Neuer Bühnen-Roland |
| DIGIfoto                                                         | různí | 2005         | 2013       | měsíčník                      |                                              | |
| Dikobraz                                                         | | 1945         | 2005       | týdeník                       |                                              | v roce 2004 pokus o obnovení po deseti letech |
| Disk                                                             | Ústav dramatické a scénické tvorby DAMU                                                                              | 2002         | 2012       | čtvrtletník                   |                                              | |
| Divadlo                                                          | Sdružení přátel Divadla                                                                                              | 1994         | 2003       |                               |                                              | |
| Divoké víno                                                      | | 1964         | 1972       |                               |                                              | |
| Dobrodružný svět                                                 | Josef R. Vilímek | 1927         | 1938       | týdeník                       |                                              | |
| Doupě                                                            | Computer Press | 2004         | 2007       | měsíčník                      |                                              | |
| E15                                                              | Czech News Center | 2007         | 2024       | deník                         |                                              | |
| Elektrotechnický obzor                                           | různí | 1910         | 1991       |                               |                                              | |
| Europa Stunde                                                    | Verlag Gebrüder Stiepel Gesellschaft in Reichenberg                                                                  | 1932         | 1938       | týdeník                       |                                              | Do č. 9/1932 jako Deutscher Rundfunk der Tschechoslowakei |
| European Journal of Entomology                                   | Biologické centrum AV ČR, v. v. i. – Entomologický ústav, Česká entomologická společnost                             | 1993         | 2015       |                               |                                              | |
| Eva                                                              | Melantrich | 1928         | 1943       | čtrnáctideník                 |                                              | |
| Excalibur                                                        | Ludvík, Martin | 1991         | 2010       |                               |                                              | |
| Expres                                                           | EXPRES,spol. s r.o.                                                                                                  | 1990         | 1997       | deník                         |                                              | |
| Fantastická fakta                                                | Železný Ivo, nákladatelství a vydavatelství, s.r.o                                                                   | 1997         | 2009       |                               |                                              | |
| Fauna                                                            | FAUNA spol. s r.o.                                                                                                   | 1990         | 2019       | měsíčník                      |                                              | |
| Fermentum                                                        | Matice cyrilometodějská                                                                                              | 1994         | 2018       |                               |                                              | |
| Filmový přehled                                                  | Národní filmový archiv                                                                                               | 1939         | 2013       | měsíčník                      |                                              | nyní pouze jako webový portál |
| Filter                                                           | MAFRA MEDIA s.r.o.                                                                                                   | 2005         | 2013       | měsíčník                      |                                              | |
| The Fleet Sheet                                                  | E.S. Best | 1992         | 2024       | deník                         |                                              | |
| Folia Geobotanica                                                | Biologické centrum AV ČR, v. v. i. – Botanický ústav                                                                 | 1998         | 2008       |                               |                                              | |
| Folk & country                                                   | | 1991         | 2011       |                               |                                              | |
| Fotografický obzor                                               | Svaz českých klubů fotografů amatérů                                                                                 | 1893         | 1944       |                               |                                              | |
| Gong                                                             | ASNEP – Asociace organizací neslyšících, nedoslýchavých a jejich přátel                                              | 1972         | 2016       | čtvrtletník                   |                                              | |
| Gramorevue                                                       | Supraphon | 1965         | 1993       | měsíčník                      |                                              | |
| Haló noviny                                                      | Futura a.s. | 1991         | 2022       | deník                         |                                              | |
| Hamelika                                                         | | 1973         | 2016       | nepravidelně                  |                                              | |
| Historica Olomucensia                                            | Univerzita Palackého v Olomouci                                                                                      | 2009         | 2022       |                               |                                              | |
| Hlasatel český                                                   | Jan Nejedlý | 1806         | 1819       |                               |                                              | mezi lety 1808–1818 vydávání přerušeno |
| Hlasy svatohostýnské                                             | Matice svatohostýnská                                                                                                | 1905         | 1948       | měsíčník                      |                                              | nevycházel mezi lety 1943–1947, po roce 1997 obnoveno pod jménem Listy svatohostýnské |
| Hondzik                                                          | | 1996         | 2002       | nepravidelně                  |                                              | |
| Host do domu                                                     | | 1954         | 1970       |                               |                                              | |
| Humoristické listy                                               | | 1858         | 1941       | týdeník                       |                                              | |
| Hvězda československých paní a dívek                             | Melantrich | 1925         | 1945       | týdeník                       |                                              | |
| hypeMAGAZINE                                                     | X PUBLISHING s.r.o.                                                                                                  | 2002         | ?          | měsíčník                      |                                              | |
| Ikarie                                                           | Mladá fronta | 1990         | 2011       | měsíčník                      |                                              | |
| Informační služba národního osvobození                           | | 1939         | 1939       |                               |                                              | |
| Jak na počítač                                                   | různí | 2003         | 2013       |                               |                                              | |
| Jas                                                              | Československá obec sokolská                                                                                         | 1927         | 1941       |                               |                                              | |
| Jitro                                                            | Ústředí katolického studenstva                                                                                       | 1919         | 1942       | měsíčník                      |                                              | |
| Jiskra Benešov                                                   | Jiskra Benešov s.r.o.                                                                                                | 1953         | 2016       |                               |                                              | |
| Katolické noviny                                                 | | 1948         | 1989       |                               |                                              | |
| Kinopublikum                                                     | Kinopublicita s.r.o.                                                                                                 | 1920         | 1920       | týdeník                       |                                              | |
| Kinorevue                                                        | různí | 1934         | 1945       | týdeník                       |                                              | V letech 1991–1997 vycházel v Praze stejnojmenný časopis |
| Kladivo                                                          | | 1907         | 1907       |                               |                                              | |
| Klubovní hlasatel                                                | Sdružení přátel Jaroslava Foglara                                                                                    | 1992         | 2008       | měsíčník                      |                                              | |
| Kometa                                                           | | 1989         | 1992       |                               |                                              | |
| Konec konců                                                      | různí | 2004         | 2008       |                               |                                              | |
| Kostnické jiskry                                                 | Kostnická jednota | 1914         | 2022       |                               |                                              | Součást Evangelického týdeníku |
| Konzervativní listy                                              | Vox Occidentis, o.s.                                                                                                 | 2009         | 2019       | měsíčník                      |                                              | zanikly na konci roku 2019 sloučením s Konzervativními novinami |
| Kopřivy                                                          | Českoslovanská sociálně demokratická strana dělnická                                                                 | 1909         | 1931       |                               |                                              | příloha listu Právo lidu |
| Krameriovy císařsko-královské vlastenecké noviny                 | Václav Matěj Kramerius                                                                                               | 1789         | 1808       |                               |                                              | |
| Krok                                                             | | 1821         | 1840       |                               |                                              | |
| Křesťanská revue                                                 | OIKUMENE–Akademická YMCA                                                                                             | 1927         | 2023       | čtvrtletník                   | Archivováno 5. 9. 2019 na Wayback Machine.   | |
| KUK                                                              | Česká unie karikaturistů                                                                                             | 1990         | 1991       | týdeník                       |                                              | |
| Kultura                                                          | VLTAVA-LABE-PRESS, a.s.                                                                                              | 1994         | 2006       | měsíčník                      |                                              | |
| Kvasný průmysl                                                   | Výzkumný ústav pivovarský a sladařský                                                                                | 1873         | 2019       |                               |                                              | |
| Květen                                                           | | 1955         | 1959       | měsíčník                      |                                              | v roce 1959 zakázán |
| Labyrint revue                                                   | Dvořák Jáchym | 1993         | 2008       |                               |                                              | |
| Ladění                                                           | Masarykova univerzita                                                                                                | 2005         | 2013       |                               |                                              | |
| Lidová demokracie                                                | různí | 1945         | 1994       | deník                         |                                              | sloučeno s Lidovými novinami |
| LinuxEXPRES                                                      | různí | 2004         | 2007       | měsíčník                      |                                              | od roku 2007 pouze v elektronické podobě |
| Linguistica Pragensia                                            | Vydavatelství FFUK                                                                                                   | 1990         | 2021       |                               |                                              | |
| List paní a dívek                                                | Nakladatelství Rodina                                                                                                | 1924         | 1943       | týdeník                       |                                              | |
| Literární noviny                                                 | Litmedia a.s. | 1927         | 2020       | měsíčník                      |                                              | přejmenovány na Literární listy (1968), později Listy (do roku 1969), v roce 1990 obnoveny |
| Littera scripta                                                  | Vysoká škola technická a ekonomická v Českých Budějovicích                                                           | 2008         | 2014       |                               |                                              | |
| Lotos                                                            | spolek Lotos | 1851         | ?          |                               |                                              | titul zanikl |
| Lumír                                                            | | 1851         | 1904       | týdeník                       |                                              | |
| Marketing Journal                                                | Focus Agency, s.r.o.                                                                                                 | 2003         | 2009       |                               |                                              | |
| Magazín Šíp                                                      | různí | 2005         | 2016       | týdeník                       |                                              | Vznikl v roce 2005 transformací Večerníku Praha, dříve vycházel jako deník |
| Mährisches Tagblatt                                              | různí | 1880         | 1945       | deník                         |                                              | |
| Máj                                                              | Spolek českých spisovatelů beletristů Máj                                                                            | 1902         | 1915       | týdeník                       |                                              | |
| Malý čtenář                                                      | různí | 1882         | 1941       | týdeník                       |                                              | |
| Maxim                                                            | Burda Praha | 2003         | 2016       | měsíčník                      |                                              | |
| Melodie                                                          | různí | 1963         | 2000       | měsíčník                      |                                              | |
| Menerva                                                          | | 1998         | 2000       |                               |                                              | |
| MF Plus                                                          | Mladá fronta | 2003         | 2014       |                               |                                              | |
| Mladá fronta                                                     | různí | 1945         | 1990       | deník                         |                                              | transformována na MF DNES |
| Mladý hlasatel                                                   | Melantrich | 1935         | 1941       | týdeník                       |                                              | |
| Mobil                                                            | CPress Media, a.s.                                                                                                   | 1996         | 2010       |                               |                                              | |
| Mobility                                                         | Computer Press | 1999         | 2011       | měsíčník                      |                                              | |
| Moderní obchod                                                   | České a slovenské odborné nakladatelství, spol. s r. o.                                                              | 1992         | 2012       | měsíčník                      |                                              | |
| Moderní revue                                                    | Arnošt Procházka | 1894         | 1925       |                               |                                              | |
| MontyRich                                                        | FIT Group s.r.o. | 2013         | 2018       | čtvrtletník                   |                                              | |
| Mezinárodní vztahy                                               | Ústav mezinárodních vztahů                                                                                           | 1992         | 2022       | čtvrtletník                   | Archivováno 31. 10. 2017 na Wayback Machine. | |
| Na hlubinu                                                       | | 1926         | 1948       |                               |                                              | |
| Národní listy                                                    | Julius Grégr | 1861         | 1941       | deník                         | Digitalizováno, přístupné                    | |
| Národní noviny                                                   | různí | 1848         | 1850       | deník                         |                                              | |
| Národní osvobození                                               | | 1924         | 1948       | deník                         |                                              | vznikl sloučením Času, Československých novin a Legionářského směru |
| Národní politika                                                 | | 1883         | 1945       | deník                         | Digitalizováno, přístupné                    | Politika (1919–1945) |
| Naše cesta                                                       | různí | 1929         | 1933       | měsíčník                      |                                              | |
| Naší přírodou                                                    | Český svaz ochránců přírody                                                                                          | 1981         | 1991       | měsíčník                      |                                              | Časopis stejného jména vycházel již v letech 1937 až 1941 |
| Našinec                                                          | různí | 1869         | 1948       | deník                         |                                              | |
| Necenzurované noviny                                             | OD BANKROTU K BANKROTU, s.r.o.                                                                                       | 1992         | 2007       | čtrnáctideník                 |                                              | vyd. Petr Cibulka |
| Nedělní svět                                                     | MEDIACOP s.r.o. | 2004         | 2011       | nedělník                      |                                              | |
| Obrana a strategie                                               | Univerzita obrany | 2001         | 2020       |                               |                                              | |
| Neue Prager Presse                                               | Orbis | 1981         | 1990       |                               |                                              | |
| Neuer Bühnen-Roland                                              | Verband deutscher reisender Theater-Unternehmen und Schauspieler der Tschechoslowakei                                | 1921         | 1936       | čtrnáctideník                 |                                              | Periodicita se měnila |
| Neural Network World                                             | Ústav informatiky a výpočetní techniky AV ČR                                                                         |              | 2013       |                               |                                              | |
| Nové pařížské módy                                               | Alois Hynek | 1882         | 1940       |                               |                                              | |
| Nové Přerovsko                                                   | VLTAVA-LABE-PRESS, a.s.                                                                                              | 2001         | 2006       | týdeník                       |                                              | |
| Noviny Těšínské                                                  | | 1894         | 1919       | týdeník                       |                                              | |
| Nový kult                                                        | | 1897         | 1905       |                               |                                              | |
| Obchodní věstník                                                 | Economia | 1992         | 2016       | týdeník                       |                                              | |
| Obrácená strana měsíce                                           | | 2004         | 2006       |                               |                                              | |
| Obrana lidu                                                      | | 1947         | 1993       | deník do r. 1990, pak týdeník |                                              | novinové periodikum pro Československou armádu |
| Obrana Slezska                                                   | | 1910         | 1933       | týdeník                       |                                              | Od roku 1931 nesla název Obrana Slezska a východní Moravy |
| Obrys-Kmen                                                       | | 1995         |            | týdeník                       |                                              | příloha deníku Haló noviny, od roku 2014 vychází jako Literatura-Umění-Kultura |
| Ohníček                                                          | Mladá fronta | 1950         | 2006       | měsíčník                      |                                              | |
| Okno do světa                                                    | Orbis | 1940         | 1941       | týdeník                       |                                              | |
| Opavský besedník                                                 | Antonín Vašek | 1861         | 1865       |                               |                                              | |
| Opavský týdenník                                                 | | 1870         | 1912       | týdeník                       |                                              | |
| Osobní finance                                                   | různí | 2002         | 2011       |                               |                                              | |
| Ostrauer Zeitung                                                 | | 1889         | 1939       |                               |                                              | |
| Osvěta                                                           | | 1871         | 1921       | měsíčník                      |                                              | |
| Otázky míru a socialismu                                         | | 1958         | 1990       |                               |                                              | |
| Paleček (1841–1847)                                              | | 1841         | 1847       |                               |                                              | |
| Paleček (1872–1887)                                              | | 1872         | 1900       | týdeník                       |                                              | Na zaniklý časopis navázal roku 1887 Nový Paleček |
| Pásmo                                                            | Brněnský Devětsil | 1924         | 1925       |                               |                                              | |
| PC rady                                                          | Extra Publishing, s. r. o.                                                                                           | 2007         | 2012       |                               |                                              | |
| PC World                                                         | IDG Czech, a.s. | 1990         | 2009       | měsíčník                      |                                              | |
| Pečírkův Národní kalendář                                        | | 1958         | 1949       |                               |                                              | |
| Penthouse                                                        | Astron media, s.r.o.                                                                                                 | 1994         | 2003       |                               |                                              | |
| Pestrý týden                                                     | Grafické závody Václav Neubert a synové                                                                              | 1926         | 1945       | týdeník                       |                                              | |
| Physiological Research                                           | Fyziologický ústav Akademie věd České republiky                                                                      | 1991         | 2019       |                               |                                              | |
| Pif                                                              | | 1990         | 2000       |                               |                                              | |
| Pionýrské noviny                                                 | | 1951         | 1968       |                               |                                              | V roce 1968 se transformovaly na Sedmičku, později přejmenovanou na Sedmičku pionýrů |
| Pixel                                                            | Atlantida Publishing, spol. s r. o.                                                                                  | 1996         | 2016       | měsíčník                      |                                              | |
| Plamen                                                           | Svaz československých spisovatelů                                                                                    | 1959         | 1969       | měsíčník                      |                                              | |
| Plzeňský deník                                                   | Vydavatelství VLTAVA,spol. s r.o., Plzeň                                                                             | 1992         | 2001       | deník                         |                                              | |
| Podvobraz                                                        | Nakladatelství a vydavatelství Ivo Železný                                                                           | 1993         | 1994       | týdeník                       |                                              | |
| Pohraničník                                                      | Ministerstvo vnitra                                                                                                  | 1976         | 1990       |                               |                                              | od roku 1979 název Stráž vlasti |
| Pochodeň                                                         | KSČ, Deltapress | 1933         | 1991       | deník                         |                                              | |
| Politik                                                          | | 1862         | 1907       | deník                         |                                              | na deník navázal list Union |
| Politologický časopis                                            | Mezinárodní politologický ústav Masarykovy univerzity                                                                | 1995         | 2023       |                               |                                              | |
| Pop Music Express                                                | | 1968         | 1971       | měsíčník                      |                                              | |
| Posel z Prahy                                                    | | 1857         | 1883       |                               |                                              | |
| Práce                                                            | | 1945         | 1993       | deník                         |                                              | |
| Prager gelehrte Nachrichten                                      | | 1771         | 1772       | týdeník                       |                                              | |
| Prager Oberpostamtzeitung                                        | | 1781         | 1814       | deník                         |                                              | |
| Prager Presse                                                    | Orbis | 1921         | 1938       | deník                         |                                              | |
| Prager Tagblatt                                                  | | 1877         | 1939       | deník                         |                                              | |
| Prager Zeitung                                                   | PRAGO-MEDIA, spol. s r.o.                                                                                            | 1994         | 2017       | týdeník                       |                                              | |
| Praha v týdnu                                                    | Zadruha | 1940         | 1944       | týdeník                       |                                              | |
| Praktický rádce pro zahradnictví a chov drobného zvířectva       | Družstvo Hospodář | 1903         | 1941       | měsíčník                      |                                              | |
| Právo lidu                                                       | | 1893         | 1948       | deník                         |                                              | mezi lety 1939–1945 přejmenováno na Národní práce |
| Právo, ekonomika, management                                     | KEY Publishing s.r.o.                                                                                                | 2010         |            | čtvrtletník                   |                                              | |
| Pražské poštovské noviny                                         | | 1719         | 1819       |                               |                                              | nevycházely mezi lety 1772–1782 |
| Pražský ilustrovaný zpravodaj                                    | Melantrich | 1920         | 1945       |                               |                                              | |
| Pražský posel (1846–1852)                                        | Jaroslav Pospíšil | 1846         | 1852       | nepravidelně                  |                                              | |
| Pražský posel (Krameriovy noviny)                                | | 1801         | 1803       |                               |                                              | příloha Krameriových c. k. vlasteneckých novin |
| Pražský telegraf                                                 | PR-aspekt International s.r.o.                                                                                       | 2002         | ?          | týdeník                       |                                              | |
| Premiere                                                         | Hachette Filipacchi 2000 s.r.o.                                                                                      | 2000         | 2009       | měsíčník                      |                                              | |
| Prospekt – revue – pro literaturu, umění výtvarné, divadlo, film | Kvasnička a Hampl | 1930         | 1931       |                               |                                              | |
| Prostor                                                          | PANOK-PRESS a.s. | 1992         | 1992       | deník                         |                                              | |
| Proxima Magazine                                                 | Proxima – Software                                                                                                   | 1995         | 1996       |                               |                                              | |
| Přehled rozhlasu                                                 | Vilém Práger | 1932         | 1939       |                               |                                              | pozdější název Svět mluví (od roku 1935) |
| Přítomnost                                                       | MUDr. Martin Stránský                                                                                                | 1924         | 2021       |                               |                                              | |
| Psí víno                                                         | Klub přátel Psího vína o.s.                                                                                          | 1997         | 2017       |                               |                                              | |
| Psohlavec                                                        | | 1914         | 1922       |                               |                                              | |
| Psyche                                                           | Karel Weinfurter | 1924         | 1942       |                               |                                              | |
| Rádce z Předmostí                                                | | 1925         | 1950       | měsíčník                      |                                              | |
| Reichenberger Zeitung                                            | | 1860         | 1938       | deník                         |                                              | |
| Report                                                           | REPORT media s.r.o.                                                                                                  | 1991         | 2010       |                               |                                              | |
| Revue 88                                                         | samizdat | 1987         | 1989       |                               |                                              | |
| Revue Politika                                                   | Centrum pro studium demokracie a kultury                                                                             | 1994         | 2008       |                               |                                              | |
| Rim Rim Rim                                                      | | 1944         | 1944       | týdeník                       |                                              | |
| Ročenka Společnosti pro dějiny Židů v Československé republice   | Společnost pro dějiny Židů v Československé republice                                                                | 1929         | 1938       |                               |                                              | |
| Rozpravy Aventina                                                | Aventinum | 1925         | 1934       |                               |                                              | |
| Rozsevač                                                         | Arcidiecéze olomoucká                                                                                                | 1939         | 1948       | týdeník                       |                                              | |
| Rudé právo                                                       | | 1920         | 1990       | deník                         |                                              | transformace na Právo |
| Říše hvězd                                                       | Říše hvězd-agentura                                                                                                  | 1920         | 1999       |                               |                                              | |
| Security magazín                                                 | FAMily media, spol. s r. o.                                                                                          | 1994         | 2023       | dvouměsíčník                  |                                              | |
| Sborník okresního archivu v Lounech                              | Okresní archiv Louny                                                                                                 | 1985         | 2001       |                               |                                              | |
| Sbratření                                                        | Přemysl Pitter a Pavla Moudrá                                                                                        | 1924         | 1941       |                               |                                              | |
| Sedmička (časopis)                                               | | 1968         | 1992       | týdeník                       |                                              | Od roku 1970 vycházela jako Sedmička pionýrů, v roce 1990 se vrátila k původnímu názvu |
| Sedmička (týdeník)                                               | Empresa Media | 2012         |            | týdeník                       |                                              | |
| Selbstwehr                                                       | | 1907         | 1938       |                               |                                              | |
| Selské noviny                                                    | různí | 1884         | 1912       |                               |                                              | |
| Sbírka soudních rozhodnutí a stanovisek                          | Nejvyšší soud České republiky                                                                                        | 1949         | 2021       |                               |                                              | |
| Sbírka zákonů ČR                                                 | Tiskárna Ministerstva vnitra, p. o.                                                                                  | 1918         | 2023       |                               |                                              | |
| Silesia                                                          | | 1862         | 1937       |                               |                                              | |
| Silvaecultura tropica et subtropica                              | | 1969         | 1988       |                               |                                              | |
| Slovo                                                            | VLTAVA-LABE-PRESS, a.s.                                                                                              |              | 2003       | deník                         |                                              | dřívější název Svobodné slovo |
| Slovo a smysl                                                    | Vydavatelství FFUK                                                                                                   | 2004         | 2022       |                               |                                              | |
| Slova pro život                                                  | Ústředí Bratrské jednoty baptistů (Chelčického)                                                                      | 1948         | 1950       | měsíčník                      |                                              | |
| Sociál                                                           | Občanské sdružení Sociál                                                                                             | 2004         | 2014       |                               |                                              | |
| Sorrel                                                           | Jaroslav Balvín-GRAFOBAL PRES                                                                                        | 2001         | 2007       |                               |                                              | |
| Spiritus Expres                                                  | | 1967         | 1971       |                               |                                              | |
| Spy                                                              | Bauer Media | 1999         | 2014       | týdeník                       |                                              | |
| Stadión                                                          | České vydavatelství,spol.s r.o.                                                                                      | 1953         | 2006       | týdeník                       |                                              | |
| Staré Třebechovice                                               | Vilém Koleš | 1929         | 1941       |                               |                                              | |
| Státní zastupitelství                                            | Wolters Kluwer a.s                                                                                                   | 2003         | 2022       | měsíčník                      |                                              | |
| Strategie                                                        | CN Invest a.s. | 1992         | 2016       | měsíčník                      |                                              | titul zanikl |
| Stráž lidu                                                       | | 1960         | 1991       | týdeník                       |                                              | |
| Stráž severu                                                     | | 1945         | 1952       | deník                         |                                              | |
| Studentské listy                                                 | Lidové noviny | 1989         | 1991       |                               |                                              | |
| Studia paedagogica                                               | Ústav pedagogických věd Filozofické fakulty Masarykovy univerzity                                                    | 2009         | 2023       |                               |                                              | navazoval na Sborník prací Filozofické fakulty Masarykovy univerzity |
| Styl                                                             | Spolek výtvarných umělců Mánes                                                                                       | 1909         | 1938       | měsíčník                      |                                              | nevycházel mezi lety 1913–1920 |
| Super                                                            | E-MEDIA, a.s. | 2001         | 2002       | deník                         |                                              | |
| Svědectví                                                        | | 1956         | 1992       |                               |                                              | v letech 1990–1992 časopis vycházel v Praze |
| Svět                                                             | Extra Publishing, s. r. o.                                                                                           | 2007         | 2011       | měsíčník                      |                                              | |
| Svět literatury                                                  | Vydavatelství FFUK                                                                                                   | 1990         | 2022       |                               |                                              | |
| Svět v obrazech                                                  | různí | 1945         | 1992       | týdeník                       |                                              | |
| Svět zvířat                                                      | František Pober | 1897         | 1922       | měsíčník                      |                                              | |
| Světová literatura                                               | Odeon | 1956         | 1996       | dvouměsíčník                  |                                              | |
| Světozor                                                         | různí | 1834         | ?          |                               |                                              | |
| Světýlko                                                         | Tiskové a distribuční centrum Junáka                                                                                 | 1995         | 2005       |                               |                                              | |
| Svět sovětů                                                      | | 1932         | 1968       |                               |                                              | |
| Svobodný hlas                                                    | Vydavatelství Svobodný hlas                                                                                          | 1991         | 2016       | týdeník                       |                                              | |
| ŠACHinfo                                                         | ŠACHinfo | 1991         | 2014       | dvouměsíčník                  |                                              | |
| Šach-Mat                                                         | | 1884         | 1885       |                               |                                              | |
| Šachové listy                                                    | | 1900         | 1902       |                               |                                              | |
| Škrt                                                             | Vydavatelství a nakladatelství Novinář; KOBRA, nakladatelství a vydavatelství Strany mírného pokroku v mezích zákona | 1990         | 1992       | měsíčník                      |                                              | |
| Špígl                                                            | Brisk Company, a.s.                                                                                                  | 1990         | 2004       |                               |                                              | |
| Štafeta                                                          | | 1968         | 2015       | čtvrtletník                   |                                              | |
| Švanda dudák                                                     | | 1882         | 1930       |                               |                                              | nevycházel mezi lety 1914–1924 |
| Technický magazín                                                | Automedia, a.s. |              | 1998       | měsíčník                      |                                              | |
| Teologické texty                                                 | Poláková Jolana | 1978         | 2015       |                               |                                              | |
| The Prague Post                                                  | Prague Post s.r.o.                                                                                                   | 1991         | 2013       | týdeník                       |                                              | od roku 2013 pouze v elektronické podobě |
| Tribuna (časopis ÚV KSČ)                                         | | 1969         | 1989       |                               |                                              | |
| Tribuna (noviny)                                                 | | 1919         | 1928       |                               |                                              | |
| Tulák                                                            | samizdat | 1966         | ?          |                               |                                              | |
| Tvář                                                             | Král Jindřich Ing.                                                                                                   | 1997         | 2009       |                               |                                              | |
| Tvorba (časopis, 1925–1938)                                      | | 1925         | 1938       |                               |                                              | |
| Tvorba (časopis, 1945–1962)                                      | | 1945         | 1962       | týdeník                       |                                              | |
| Tvorba (časopis, 1969–1991)                                      | | 1969         | 1991       |                               |                                              | |
| Ty rudá krávo                                                    | občasník | 1991         | 1992       |                               |                                              | |
| Typografia                                                       | Typografická Beseda                                                                                                  | 1888         | 2014       |                               |                                              | ISSN 0322-9068, přestávky ve vyd. 1914–1918, 1942–1945, 1992–1995, 2015– |
| Týdeník Rozhlas                                                  | Radioservis | 1923         | 2022       | týdeník                       |                                              | |
| Útok                                                             | různí | 1930         | 1938       | čtrnáctideník                 |                                              | |
| V boj                                                            | | 1939         | 1941       |                               |                                              | |
| Vatra                                                            | | 1922         | 1934       |                               |                                              | |
| Večerka                                                          | F.S.H., s.r.o. | 1999         | 2006       | deník                         |                                              | |
| Večerník Praha                                                   | různí | 1955         | 2006       | deník                         |                                              | V roce 2005 Večerník Praha zanikl transformací na bulvární deník Šíp |
| Večery pod lampou                                                | Tempo | 1940         | 1944       | týdeník                       |                                              | |
| Vedem                                                            | | 1942         | 1944       |                               |                                              | |
| Venkov                                                           | Novina Českomoravské podniky tiskařské a vydavatelské                                                                | 1906         | 1945       |                               |                                              | |
| Věda a technika mládeži                                          | Mladá fronta | 1947         | 2009       | čtrnáctideník                 |                                              | Mladý technik (do 1953), VTM Science (od 2003) |
| Vokno                                                            | samizdat, 1990–1995 Sdružení na podporu vydávání časopisů                                                            | 1979         | 1995       |                               |                                              | |
| Volné směry                                                      | Spolek výtvarných umělců Mánes                                                                                       | 1897         | 1949       | měsíčník                      |                                              | |
| Vpřed                                                            | | 1945         | 1951       |                               |                                              | |
| Východočeské listy historické                                    | Univerzita Hradec Králové                                                                                            | 1996         | 2021       |                               |                                              | |
| Weles                                                            | Občanské sdružení Weles                                                                                              | 1996         | 2020       |                               |                                              | |
| XB-1                                                             | Konektor XB-1 s.r.o.                                                                                                 | 2010         | 2024       | měsíčník                      |                                              | |
| Zájmy Slovače                                                    | | 1907         | 1938       | týdeník                       |                                              | |
| Ze slov pravdy a lásky                                           | František Jan Křesina                                                                                                | 1912         | 1947       | měsíčník                      |                                              | |
| Zemědělské noviny                                                | Státní podnik ministerstva zemědělství                                                                               | 1964         | 1992       | deník                         |                                              | titul zanikl http://www.britskelisty.cz/9805/19980521c.html |
| Zeitschrift für die Geschichte der Juden in der Tschechoslowakei | Jüdischer Buch und Kunstverlag                                                                                       | 1930         | 1938       |                               |                                              | |
| Zkrat                                                            | | 2004         | 2006       |                               |                                              | |
| Zlatá Praha                                                      | Jan Otto | 1864         | 1929       | čtrnáctideník                 |                                              | nevycházel mezi lety 1865–1884 |
| ZN Zemské noviny                                                 | ZN - 1. zemská | 1996         | 2001       | deník                         |                                              | ISSN 1211-7609, navazoval na ZN noviny vycházející v letech 1994 a 1995, které navazovaly na České a moravskoslezské zemědělské noviny vycházející v letech 1991 až 1993                                                 |
| Zpravodaj SPJF                                                   | Sdružení přátel Jaroslava Foglara                                                                                    | 1994         | 1998       |                               |                                              | sloučen s časopisem Bobří stopa |
| ZX Magazín                                                       | různí | 1988         | 2005       |                               |                                              | |
| Ženské listy                                                     | | 1873         | 1926       |                               |                                              | |
| Živá tvorba                                                      | | 1942         | 1944       |                               |                                              | Vznikl v roce 1942 sloučením dvou časopisů – Aktivisté a Úboj |
| Živel                                                            | Kubík Dalibor | 1995         | 2014       |                               |                                              | |